# 12 أغسطس
- السبت
- الأحد
- الاثنين
- الثلاثاء
- الأربعاء
- الخميس
- الجمعة

- 261 صفر 1447  هـ
- 272 صفر 1447  هـ
- 283 صفر 1447  هـ
- 294 صفر 1447  هـ
- 305 صفر 1447  هـ
- 316 صفر 1447  هـ
- 17 صفر 1447  هـ
- 28 صفر 1447  هـ
- 39 صفر 1447  هـ
- 410 صفر 1447  هـ
- 511 صفر 1447  هـ
- 612 صفر 1447  هـ
- 713 صفر 1447  هـ
- 814 صفر 1447  هـ
- 915 صفر 1447  هـ
- 1016 صفر 1447  هـ
- 1117 صفر 1447  هـ
- 1218 صفر 1447  هـ
- 1319 صفر 1447  هـ
- 1420 صفر 1447  هـ
- 1521 صفر 1447  هـ
- 1622 صفر 1447  هـ
- 1723 صفر 1447  هـ
- 1824 صفر 1447  هـ
- 1925 صفر 1447  هـ
- 2026 صفر 1447  هـ
- 2127 صفر 1447  هـ
- 2228 صفر 1447  هـ
- 2329 صفر 1447  هـ
- 241 ربيع الأول 1447  هـ
- 252 ربيع الأول 1447  هـ
- 263 ربيع الأول 1447  هـ
- 274 ربيع الأول 1447  هـ
- 285 ربيع الأول 1447  هـ
- 296 ربيع الأول 1447  هـ
- 307 ربيع الأول 1447  هـ
- 318 ربيع الأول 1447  هـ
- 19 ربيع الأول 1447  هـ
- 210 ربيع الأول 1447  هـ
- 311 ربيع الأول 1447  هـ
- 412 ربيع الأول 1447  هـ
- 513 ربيع الأول 1447  هـ

12 أغسطس أو 12 آب أو يوم 12 \ 8 (اليوم الثاني عشر من الشهر الثامن) هو اليوم الرابع والعشرون بعد المئتين (224) من السنوات البسيطة، أو اليوم الخامس والعشرون بعد المئتين (225) من السنوات الكبيسة وفقًا للتقويم الميلادي الغربي (الغريغوري). يبقى بعده 141 يوما لانتهاء السنة.

## أحداث
- 636 - المسلمون بقيادة خالد بن الوليد ينتصرون على الروم بقيادة جابان في معركة اليرموك، وقد قتل من الروم 50 ألفًا ومن المسلمين 3 آلاف، وتم إثر هذه المعركة فتح باقي بلاد الشام وسقوط الإمبراطورية البيزنطية.
- 1099 - وقوع معركة عسقلان آخر معارك الحملة الصليبية الأولى، وانتصار الصليبيين على الفاطميين.
- 1164 - المسلمون يحققون نصرًا على الفرنجة في معركة حارم بقيادة السلطان نور الدين زنكي.
- 1783 - وقوع معركة الرقة بين الكويتيين وقبيلة بني كعب.
- 1809 - نفي الزعيم الوطني عمر مكرم إلى دمياط بقرار من محمد علي باشا على الرغم من الدور الذي لعبه عمر في وصول محمد علي إلى حكم مصر في عام 1805.
- 1888 - بيرتا بنز زوجة المخترع الألماني كارل بنز تصبح أول إنسانة تقوم بجولة بالسيارة ذات المحرك البخاري في التاريخ.
- 1898 - تحول ملكية جزر هاواي في المحيط الهادي إلى الولايات المتحدة.
- 1928 - بدأ أول بث تلفزيوني منتظم من مدينة نيويورك وكان لمدة ساعتين في 3 أيام في الأسبوع.
- 1940 - بدء «عملية إيجل»، وهي العملية التي دمر فيها الطيران الألماني سلاح الجو الملكي البريطاني ودفاعاته الجوية خلال الحرب العالمية الثانية.
- 1945 - الاتحاد السوفيتي يحتل كوريا الشمالية.
- 1946 - المملكة المتحدة تأمر بوقف الهجرة اليهودية إلى فلسطين وتقرر سجن الذين يقومون بتسهيلها في قبرص.
- 1949 - توقيع اتفاقية جنيف المتعلقة بحماية المدنيين في أوقات الحرب.
- 1952 -
  - ألمانيا الغربية واليابان تنضمان إلى صندوق النقد الدولي.
  - انضمام إرتريا رسميًا إلى إثيوبيا.
- 1953 - الاتحاد السوفيتي يفجر قنبلته الهيدروجينية الأولى.
- 1976 - وقوع مذبحة تل الزعتر في مخيم تل الزعتر للاجئين الفلسطينيين في لبنان.
- 1981 - ظهور الحاسب الشخصي من قبل شركة آي‌ بي‌ إم.
- 1995 - وزير التصنيع العراقي حسين كامل حسن وأخوه صدام وزوجتيهما رغد ورنا بنات الرئيس العراقي صدام حسين وأبنائهم ينشقون عنه ويلجأون إلى الأردن.
- 2000 - غرق الغواصة الروسية كي-141 كورسك.
- 2008 - حكومة الوحدة الوطنية اللبنانية تنال ثقة البرلمان بمائة صوت من أصل حضور 107، حيث رفض إعطاء الثقة 5 نواب وامتنع نائبان، والنائب الرئيس حسين الحسيني يعلن استقالته من عضويه البرلمان احتجاجًا على سوء الأوضاع.
- 2012 - الرئيس المصري محمد مرسي يحيل وزير الدفاع المشير محمد حسين طنطاوي ورئيس الأركان الفريق سامي عنان للتقاعد ويعين الفريق أول عبد الفتاح السيسي قائدًا للقوات المسلحة ووزيرًا للدفاع والإنتاج الحربي، كما قام بتعيين المستشار محمود مكي نائبًا لرئيس الجمهورية.
- 2015 -
  - انفجارات ضخمة في مدينة تيانجين بالصين تؤدي لمقتل 50 شخصًا على الأقل وإصابة المئات.
  - كتائب القسام تستولي على طائرة إستطلاع إسرائيلية من نوع سكايلارك 1 وتدخلها في خدمتها.
- 2016 - عالم الأحياء الدنماركي يوليوس نيلسن ينشر بحثه الذي يُؤكِّد بأنَّ قرش جرينلاند هو أطول الفقاريَّات عُمرًا، إذ أنَّ مُتوسِّط حياة الفرد منها يصل إلى نحو 400 سنة.
- 2017 - مقتل 3 أشخاص وإصابة أكثر من 30 آخرين جراء أعمال عنف بين متظاهرين من القوميين البيض (اليمين المتطرف الأمريكي) ومحتجون مناوئين لهم في مدينة شارلوتسفيل بولاية فرجينيا الأميركية.
- 2018 -
  - وكالة ناسا تُطلق مسبار باركر نحو الشمس لدراسة هالتها الخارجيَّة.
  - الدول المطلة على بحر قزوين توقع معاهدة حول الوضع القانوني للبحر بعد 22 عاماً من المداولات.

## مواليد
- 1503 - الملك كريستيان الثالث، ملك الدنمارك والنرويج.
- 1720 - كونراد إيكهوف، ممثل ألماني.
- 1762 - الملك جورج الرابع، ملك المملكة المتحدة وهانوفر.
- 1866 - خاسينتو بينابنتي، أديب إسباني حاصل على جائزة نوبل في الأدب عام 1922.
- 1887 - إرفين شرودنغر، عالم فيزياء نمساوي حاصل على جائزة نوبل في الفيزياء عام 1933.
- 1919 - فيكرام سرابهاي، عالم فيزياء هندي.
- 1924 - محمد ضياء الحق، رئيس باكستان.
- 1935 - يان بوبلوهار، لاعب كرة قدم سلوفاكي.
- 1936 - إبراهيم خان، ممثل سوداني من أصل مصري.
- 1958 - إيمان عبد العزيز، ممثلة سورية.
- 1963 - أحمد فهد الأحمد الصباح، رياضي كويتي.
- 1968 - ميعاد عواد، ممثلة عراقية عملت في الكويت.
- 1971 - بيت سامبراس، لاعب كرة مضرب أمريكي.
- 1972 - تاكانوهانا كوجي، مصارع سومو ياباني.
- 1975 - كايسي أفليك، ممثل أمريكي.
- 1977 - يسبر غرونكيار، لاعب كرة قدم دنماركي.
- 1981 - جبريل سيسي، لاعب كرة قدم فرنسي.
- 1982 -
  - رشا مهدي، ممثلة مصرية.
  - أليكساندروس تزورفاس، لاعب كرة قدم يوناني.
- 1983 -
  - كلاس يان هونتيلار، لاعب كرة قدم هولندي.
  - مريم أوزرلي، ممثلة تركية / ألمانية.
- 1987 - عبد الله البريكي، لاعب كرة قدم كويتي.
- 1990 - ماريو بالوتيلي، لاعب كرة قدم إيطالي.

## وفيات
- 1484 - البابا سيكتوس الرابع، بابا الكنيسة الرومانية الكاثوليكية.
- 1827 - ويليام بليك، شاعر إنجليزي.
- 1848 - جورج ستيفنسون، مهندس إنجليزي.
- 1901 - أدولف إريك نوردنسكيولد، مستكشف فنلندي / سويدي.
- 1955 -
  - توماس مان، كاتب ألماني حاصل على جائزة نوبل في الأدب عام 1929.
  - جيمس سومنر، عالم كيمياء أمريكي حاصل على جائزة نوبل في الكيمياء عام 1946.
- 1964 - إيان فليمنج، روائي بريطاني.
- 1973 -
  - فالتر هس، عالم فيزيولوجيا سويسري حاصل على جائزة نوبل في الطب عام 1949.
  - كارل تزيغلر، عالم كيمياء ألماني حاصل على جائزة نوبل في الكيمياء عام 1963.
  - محمد الطاهر بن عاشور، عالم وفقيه تونسي صاحب تفسير التحرير والتنوير.
- 1977 - كمال الدين الطائي، فقيه حنفي وصحفي عراقي.
- 1979 - إرنست تشين، طبيب بريطاني حاصل على جائزة نوبل في الطب عام 1945.
- 1982 - هنري فوندا، ممثل أمريكي.
- 1985 - ساكاموتو كيو، مغني ياباني.
- 1989 - ويليام شوكلي، عالم فيزياء أمريكي حاصل على جائزة نوبل في الفيزياء عام 1956.
- 2004 - غودفري هاونسفيلد، مهندس كهربائي إنجليزي حاصل على جائزة نوبل في الطب عام 1979.
- 2005 - منصور الخرقاوي، شاعر كويتي.
- 2010 - الطاهر وطار، كاتب جزائري.
- 2014 - صالح الزير، ممثل سعودي.
- 2018 - فريحة الأحمد، أميرة وناشطة إنسانية كويتية.
- 2020 - سناء شافع، ممثل ومخرج مسرحي مصري.

## أعياد ومناسبات
- اليوم الدولي للشباب.
- عيد الأم في تايلاند.
- عيد القوات الجوية الروسية.

## وصلات خارجية
- وكالة الأنباء القطريَّة: حدث في مثل هذا اليوم.
- النيويورك تايمز: حدث في مثل هذا اليوم.
- BBC: حدث في مثل هذا اليوم.